# Gestürztes Wappen

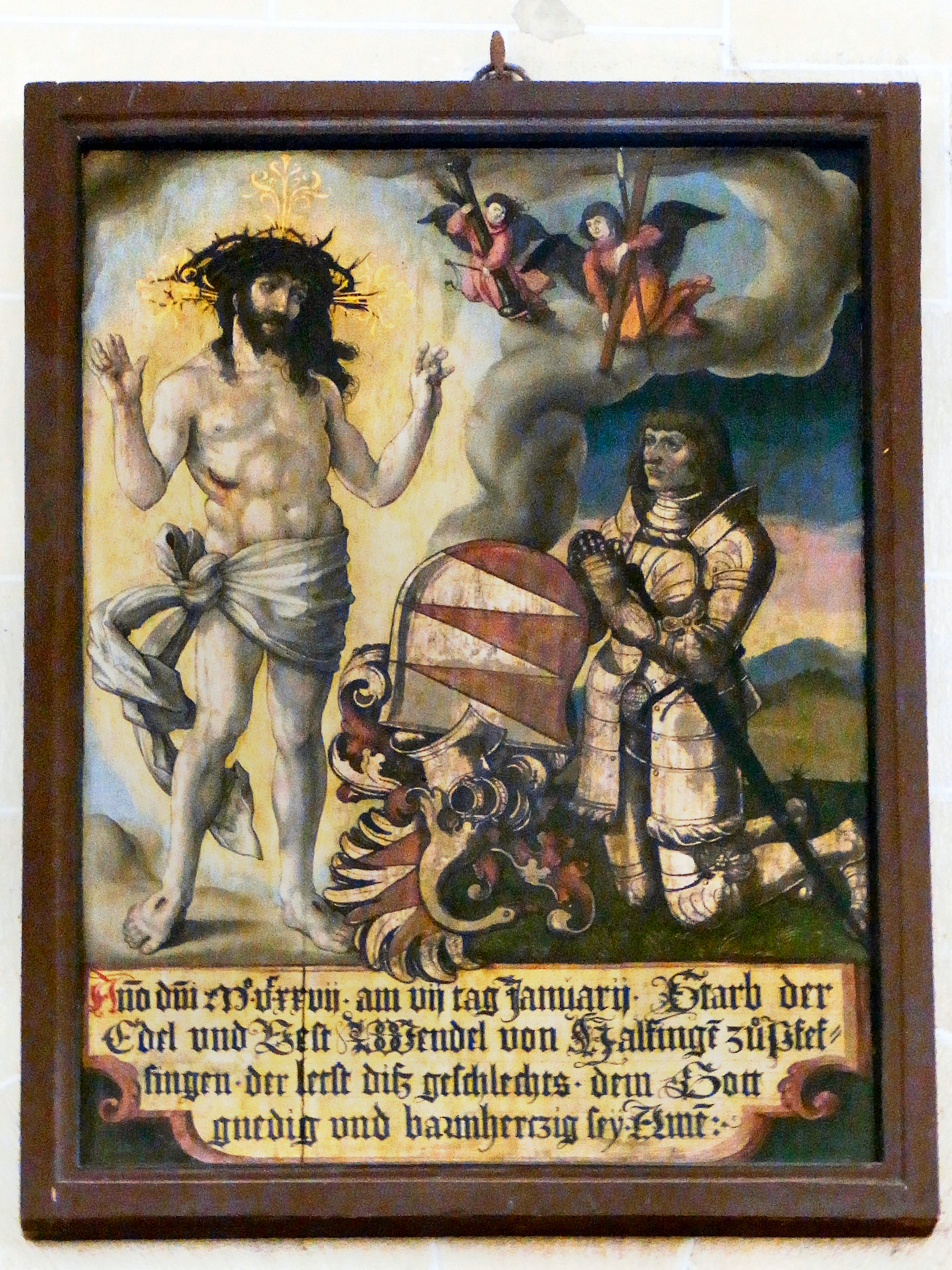
Ein gestürztes Wappen als Hinweis auf das Aussterben des Geschlechts derer von Hailfingen in der Klosterkirche Bebenhausen

Ein gestürztes Wappen ist ein Wappen, das um 180° gedreht wurde, also auf dem Kopf steht. Solche Wappen findet man auf Grabmälern, Epitaphien, Grabsteinen, Todesanzeigen und Grabaltären. Das gestürzte Wappen zeigt an, dass mit dem Verstorbenen auch das Geschlecht erloschen ist, das heißt, dass es keine Nachfahren dieses Geschlechtes im Mannesstamm mehr gibt. Dabei reicht es nicht aus, dass es keine Nachkommen des Verstorbenen gibt, sondern das Geschlecht als Ganzes hat keine männlichen Nachfahren mehr.